# ديرك أندرس
ديرك أندرس (بالألمانية: Dirk Anders)‏ (26 سبتمبر 1966 ببرلين الشرقية - ) هو لاعب كرة قدم ألماني (وحمل سابقاً جنسية ألمانيا الشرقية) في مركز الوسط. لعب مع دينامو برلين وغرويتر فورت وكيمنتزر ولوكوموتيف لايبزيغ ونادي دويسبورغ ونادي كايزرسلاوترن وTSG Weinheim ‏ ونادي مانهايم ‏ وفورفرتس اشتاير ‏ وفورماتيا فورمز ‏ وVfB Leipzig ‏.

## وصلات خارجية
- ديرك أندرس على موقع قاعدة بيانات كرة القدم.إي يو (الإنجليزية)
- ديرك أندرس على موقع بيانات كرة القدم. دي إي (الألمانية)
- ديرك أندرس على موقع عالم كرة القدم.نت (الإنجليزية)